# Saracenaria
Saracenaria es un género de foraminífero bentónico de la subfamilia Lenticulininae, de la familia Vaginulinidae, de la superfamilia Nodosarioidea, del suborden Lagenina y del orden Lagenida. Su especie tipo es Saracenaria italica. Su rango cronoestratigráfico abarca desde el Cretácico superior hasta la Actualidad.

## Clasificación
Se han descrito numerosas especies de Saracenaria. Entre las especies más interesantes o más conocidas destacan:
- Saracenaria arcuatula
- Saracenaria colei
- Saracenaria italica
- Saracenaria kellumi
- Saracenaria obesa
- Saracenaria oxfordiana

Un listado completo de las especies descritas en el género Saracenaria puede verse en el siguiente anexo.